# Dipterologie

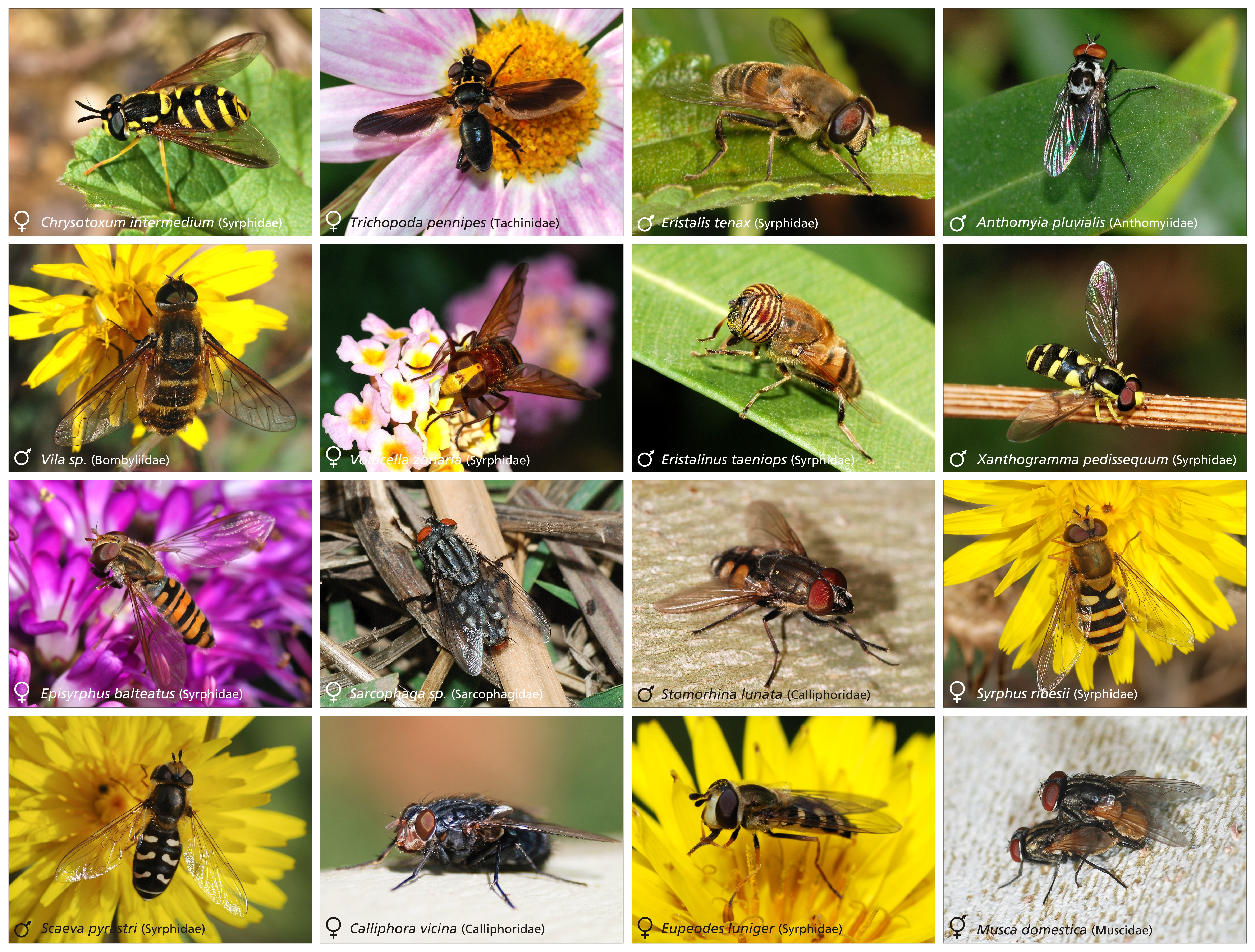
Dvoukřídlí

Dipterologie je nauka o dvoukřídlém hmyzu. Je součástí entomologie.
Dipterologie se dělí na teoretickou a aplikovanou. Aplikovaná na forenzní, zemědělskou, lesnickou ad.
Se zaměřením na dipterologii vychází německý časopis Zeitschrift für systematische Hymenopterologie und Dipterologie. Jednou z vůdčích osobností československé dipterologie byl Vladislav Martinek, dalším významným odborníkem byl Jiří Čepelák.